# ویلیام اس موری
ویلیام اس موری (انگلیسی: William S. Murray; ۱ ژانویهٔ ۱۸۷۳ – ۱ ژانویهٔ ۱۹۴۲) از دانشمندان و پژوهشگران در زمینه برق اهل ایالات متحده آمریکا بود.

## زندگی‌نامه
وی در ۴ اوت ۱۸۷۳ در آناپولیس، مریلند به دنیا آمد. او فرزند چهارم الیزابت موری اسپنسر و جیمز دانیل موری بود. موری در سال ۱۸۹۵ با داشتن مدرک مهندسی برق از دانشگاه لیگی فارغ‌التحصیل شد.